# Parafia Straży Granicznej św. Siostry Faustyny Kowalskiej w Koszalinie
Parafia Straży Granicznej pw. Świętej Siostry Faustyny Kowalskiej w Koszalinie – parafia rzymskokatolicka należąca do dekanatu Straży Granicznej, Ordynariatu Polowego Wojska Polskiego. Obsługiwana przez księży diecezjalnych. Erygowana 9 października 2000. Siedziba parafii mieści się przy ulicy Piłsudskiego.

## Miejsca kultu
- Kaplica garnizonowa pw. św. Siostry Faustyny Kowalskiej w Koszalinie[2]

## Proboszczowie
- ks. kan. ppłk. SG Lucjan Dolny (2000–2025)[3][4]